# José Francisco Zelaya y Ayes

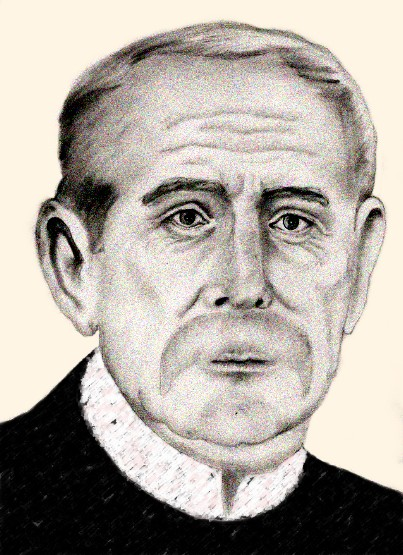
José Francisco Zelaya y Ayes

José Francisco Zelaya y Ayes (* 1798 in Juticalpa, Olancho; † 20. Oktober 1848 in Ciudad de Comayagua) war vom 21. September 1839 bis 31. Dezember 1840 Präsident von Honduras.

## Leben

### Frühe Laufbahn
Seine Eltern waren Dominga Ayes und José Maria Zelaya López. 1819 heiratete Zelaya y Ayes, Guadalupe Gónzales Herrera. Im März 1835 heiratete er Mercedes Gónzales Herrera in Jocón.
Nach dem José Maria Bustillo und Coronel Brito, zurücktraten wählte das Parlament José Francisco Zelaya y Ayes zum Präsidenten.
General José de la Trinidad Francisco Cabañas Fiallos ließ am 28. August 1839 Ciudad de Comayagua besetzen.
Das Regierungskabinett von Mónico Bueso Soto Francisco de Aguilar verlegte seinen Regierungssitz nach Jutigalpa, Olancho. José Francisco Zelaya y Ayes trat sein Amt am 21. September 1839 in Jutigalpa, Olancho an.
Am 25. September 1839 ließ José Francisco Morazán Quezada 800 Soldaten aus El Salvador, 2.000 Soldaten aus Honduras und Nicaragua unter Francisco Ferrera bei San Pedro Perulapán schlagen, da die Regierungen von Honduras und Nicaragua sich aus der Zentralamerikanischen Konföderation lösen wollten. Zelaya y Ayes wurde von der Niederlage durch Generalstabschef Nicolás Espinoza informiert.
Die Truppen von Cabañas besetzten Tegucigalpa, stießen bis Choluteca vor, besetzen Nacaome und kehrten nach El Salvador zurück.

### Batalla de la Soledad
Am 13. November 1839 wurden die Truppen von Zelaya y Ayes bei der Schlacht von La Soledad in der Nähe von Tegucigalpa durch Truppen von Cabañas geschlagen. Zelaya y Ayes suchte bei der Regierung von Nicaragua unter Tomás Valladares um Hilfe an, welche 500 Soldaten unter dem Kommando von Manuel Quijano sandte.
Zusammen mit Truppen aus Olancho schlugen diese am 31. Januar 1840 die Truppen von Cabañas. Am 19. März 1840 konnten die Truppen von Morazán Guatemala-Stadt nicht einnehmen und sie zogen sich zurück. Beide Niederlagen von Truppen der Zentralamerikanischen Konföderation und der Flucht von Morazán nach Perú, stabilisierten das Regime von Zelaya y Ayes.
Im August 1840, erschien die Zeitung El Redactor Constitucional als Regierungsorgan von Zelaya y Ayes, in welchem auf die Klagen von britischen Staatsbürgern im November 1840 eingegangen wurde, welche der britische Konsul, Frederick Chatfield vortrug.
Am 15. Dezember 1840 trat in der Stadt Gracias ein Zentralamerikanisches Parlament zusammen, um eine Friedensvereinbarung für Zentralamerika zu finden, welche nicht gefunden wurde.
Für Häfen und Binnenstädte wurden Sicherheitsmaßnahmen ergriffen. Die Verteidigungsfähigkeit der Festungen Omoa und Trujillo wurde erhöht. Es wurde ein Reglement der Arbeitsstunden von Regierungsangestellten erlassen. In Danlí wurde ein Gericht für erstinstanzliche Entscheidungen eingerichtet. Am 6. Juni 1840 wurde von den Cabildos ein Präsident und Abgeordnete fürs Parlament gewählt.
Am 30. Dezember 1840 wurde General Francisco Ferrera vom Parlament gewählt. Am 1. Januar 1841 trat er das Präsidentenamt an.
Bei der verfassungsgebenden Versammlung, welche am 11. Dezember 1847 zusammentrat, war Zelaya y Ayes Vorsitzender.
Als er am 20. Oktober 1848 starb bekleidete er das Amt des Ministro General im Regierungskabinett von Juan Nepomuceno Fernández Lindo y Zelaya.